# ایگور کارپنکو
ایگور کارپنکو (Ігор Васильович Карпенко؛ زادهٔ ۲۳ ژوئیهٔ ۱۹۷۶) بازیکن هاکی روی یخ اهل اوکراین است. او همچنین از بازیکنان هاکی روی یخ در المپیک زمستانی ۲۰۰۲ بوده است.